# Paganini Horror
Paganini Horror è un film horror del 1989 diretto da Luigi Cozzi con protagonista Daria Nicolodi.

## Trama
Una bambina uccide la madre nella vasca da bagno gettando dentro un asciugacapelli acceso. Kate, leader in crisi creativa d'un gruppo rock femminile, riceve dal batterista Daniel uno spartito inedito di Paganini come base per la nuova canzone, acquistato dal sig. Pickett, che poi getta al vento i soldi ricevuti dal campanile di San Marco a Venezia. Si dice che con quello spartito Paganini invocasse il diavolo al quale aveva venduto l'anima in cambio di fama e che l'aveva costretto a uccidere la moglie.
Kate e la produttrice Lavinia accolgono l'idea di un video musicale horror e col regista Marc si recano nell'ex casa di Paganini come location. Il regista e la produttrice vengono accolti da Silvia, padrona della "Casa del Sol", così chiamata l'abitazione nella quale un tempo aveva vissuto anche Paganini. Iniziano a girare, ma la sera scompaiono prima Rita, uccisa dietro le quinte da un individuo mascherato con un coltello che spunta da un violino, Daniel e poi anche Marc. Le donne capiscono che la casa è stregata. Da questo punto in poi le donne urlano spaventate a squarciagola, continuando così fino alla fine.
La casa è in black-out e con l'aiuto di torce cercano gli scomparsi, ma Silvia, Lavinia e Kate si rendono conto di non potere lasciare la casa in quanto l'esterno è bloccato da una specie di scudo invisibile che emette potenti scariche elettriche. Tentano di fare rientrare l'entità malvagia suonando alla rovescia il brano col violino, ma senza risultati. Anzi, Kate scompare mentre Lavinia e Silvia sono uccise da un violinista in maschera dorata e costume d'epoca (lo stesso individuo che aveva freddato Rita). Kate viene rinchiusa in una custodia per contrabbasso a cui viene dato fuoco; ma il sole sorge, colpendo coi suoi raggi lo spettro di Paganini che si polverizza. Kate si salva e fugge all'esterno.
Un'auto si ferma davanti alla casa, dalla quale esce Silvia, con abito rosso e gioielli, accompagnata da Pickett. Silvia rivela d'essere la bambina matricida che per punizione era costretta a rivivere quell'incubo in eterno. Le vittime predestinate sono quelle che hanno venduto l'anima in cambio del successo e della fama, come Kate. Pickett rivela d'essere lui il Diavolo e con un pugnale a chiave di violino uccide Kate piantandoglielo nell'ombelico scoperto. Silvia accoglie i nuovi ospiti della casa appena giunti.

## Produzione
Lo sviluppo di Paganini Horror partiva dal presupposto che il film Kinski Paganini, un progetto personale dell'attore Klaus Kinski, avrebbe avuto un grande successo. Luigi Cozzi ideò il titolo e il produttore Ugo Valenti assunse Enzo Sciotti per disegnare un poster del film, dopodiché iniziò a prendere forma un copione. La sceneggiatura originale di Cozzi includeva riferimenti al violinista Niccolò Paganini, nonché elementi del genere preferito del regista, la fantascienza. Paganini Horror doveva inizialmente essere girato in Colombia, come il precedente film di Cozzi, Contamination, e la premessa di partenza vedeva una casa stregata in cui il tempo oscilla costantemente, modificando l'età delle persone. Tuttavia, Valenti non gradì la sceneggiatura di Cozzi, costringendo il regista a cambiarla di continuo fino a quando il produttore non decise di abbandonare il progetto. Cozzi chiese poi aiuto a Daria Nicolodi per completare la sceneggiatura, prendendo idee in prestito da una serie televisiva a cui aveva precedentemente lavorato, Turno di notte.
Cozzi incontrò in un secondo momento il produttore Fabrizio De Angelis, che mostrò interesse verso il progetto. Pochi giorni prima delle riprese, De Angelis disse a Cozzi di eliminare le scene cruente dal film, poiché il budget non le avrebbe permesse, il che costrinse il regista a riscrivere parti della sceneggiatura per includere scene più fantasiose al loro posto. Cozzi in seguito espresse la sua frustrazione nei confronti di De Angelis, affermando: "Ero lì con questa bella sceneggiatura ambiziosa e loro mi consegnarono una macchina da presa 16 mm, mi diedero una villa per iniziare a girare e dissero 'Inizia a girare'! In condizioni come queste, nemmeno il miglior regista del mondo avrebbe potuto fare di meglio."
Il film è stato girato in tre settimane e mezzo a Venezia e presso gli R.P.A. Elios Studios di Roma.

## Distribuzione
Paganini Horror passò la censura italiana il 24 gennaio 1989 e venne distribuito nei cinema il 6 giugno 1989. Il film ebbe scarsi riscontri al botteghino italiano.